# گلوله‌ای برای جوئی
گلوله‌ای برای جوئی (انگلیسی: A Bullet for Joey) یک فیلم نوآر به کارگردانی لوئیس آلن است که در سال ۱۹۵۵ منتشر شد.
این فیلم در گیشه، یک شکست کامل تجاری بود.

## بازیگران
- ادوارد جی. رابینسون
- جرج رفت
- آدری تاتر
- جورج دولنز
- پیتر فان آیک
- فرانک هاگنی